# Atom Eagles
Atom Eagles is een Belgisch floorballteam uit Denderhoutem, gesticht in 1992. De club komt uit in de eerste klasse van het Belgisch floorball. In 2011 kwam de club nog uit in de tweede nationale.